# Victor Andrade
Victor Andrade Santos (ur. 30 września 1995 w Aracaju) – brazylijski piłkarz występujący na pozycji napastnika. Wychowanek Santosu FC.